# زنجیره یونانی

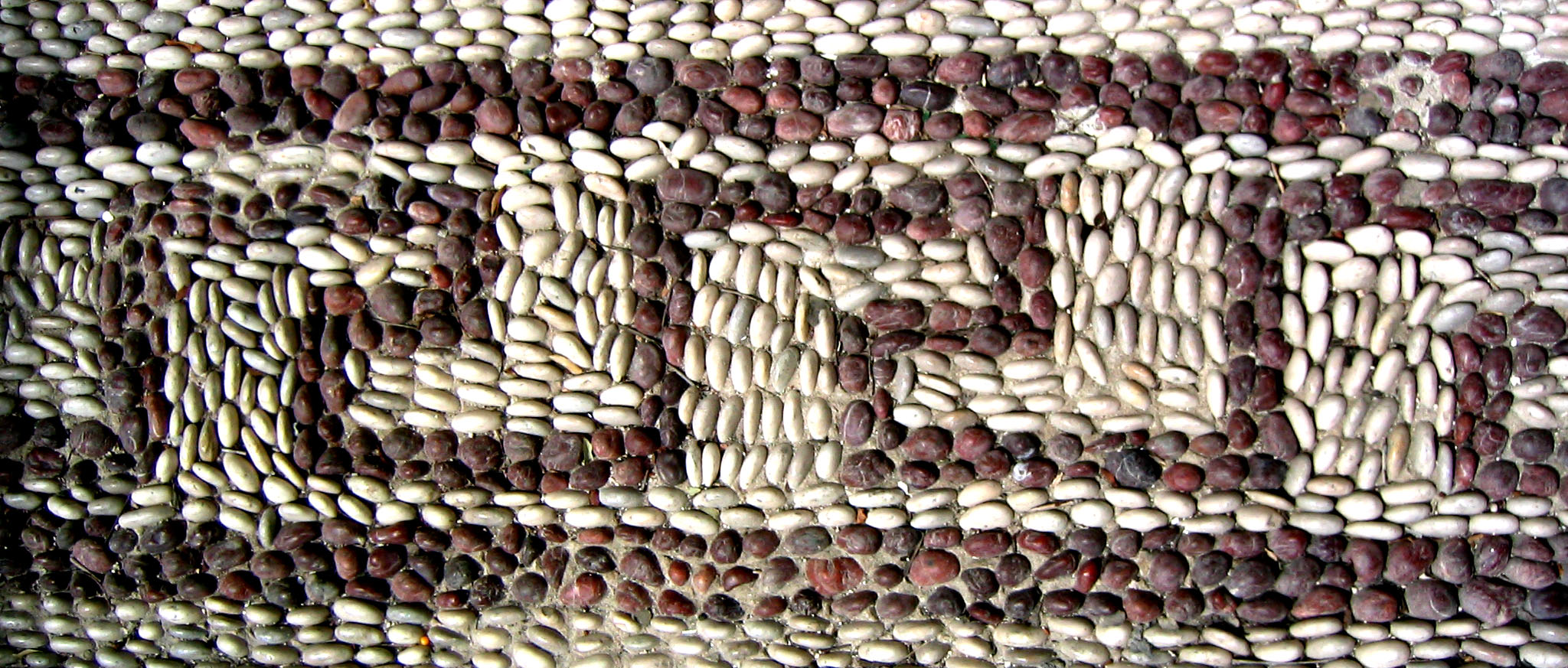
ساخته شده با سنگ

زنجیره یونانی (به یونانی: Μαίανδρος) یا زنجیره خُمپا، نوار زینتی شامل خطهای زاویه دار گره خورده که در قرنیز سقف، سرستون و نیز در کناره سفالینه‌های یونانی مورد استفاده قرار می‌گرفت. چینیان قدیم، پیش از یونانی‌ها نظیر چنین نقش هندسی را به عنوان نماد رعد و برق برای آرایش ظروف مفرغی به کار می‌بردند.